# Петар Марковић (политичар)
Петар Марковић (Лесковице код Ваљева, 1877–?) био је српски адвокат и политичар, истакнути члан Демократске странке и министар у владама Краљевине Срба, Хрвата и Словенаца између два светска рата.

## Биографија
Рођен је 1877. године у селу Лесковице у ваљевском округу. Гимназију је похађао у Ваљеву и Београду, да би потом уписао права на Великој школи. Истакао се као један од предводника студената у демонстрацијама 1903. године, због чега је био избачен са Велике школе. Помилован је исте године након чега је дипломирао права и био најпре адвокатски приправник, а потом адвокат у Ваљеву.
Пре Првог светског рата био је члан Самосталних радикала, да би после рата постао један од првака новоформиране Демократске странке. У скупштину је први пут ушао 1920. приликом избора за Конституанту, као представник ваљевског округа. Први мандат у југословенској влади добио је 1924. у кабинету Љубомира Давидовића, када је постао министар пошта и телеграфа. У влади Веље Вукићевића и кабинету Антона Корошеца током 1928. и почетком 1929. до проглашења Шестојануарске диктатуре, обављао је дужности ресорног министра грађевина, а потом шума и рудника.  За првог потпредседника Народне скупштине изабран је 1927.
Политички је остао активан и током тридесетих година све до почетка Другог светског рата. Припадао је кругу најближих следбеника Љубомира Давидовића, био је члан Главног одбора Демократске странке, а ангажовао се и у активностима Удружене опозиције под вођством Влатка Мачека.
Имао је здравствених проблема: још у детињству му је ампутирана лева нога испод колена. Пре 1925. је оболео од камена у жучи, што му је изазивало јаке болове. У марту те године је пао са прозора Хотела "Петроград", на Вилзоновом/Савском тргу и претрпео неколико фрактура.
Био је одликован орденом Белог орла и златном медаљом за ревносну службу.
Петар Марковић умро је за време окупације у Другом светском рату.